# Carsten Zimmermann (Autor)
Carsten Zimmermann (* 7. Februar 1968 in Bonn) ist ein deutscher Autor von Lyrik, Prosa und Essays.
Er studierte in Bonn und anschließend in Berlin neue deutsche Literatur und Soziologie. 2006 erschien ein erster Gedichtband. Seit 2008 veröffentlicht Carsten Zimmermann regelmäßig Beiträge im Autorenforum „der goldene fisch“.
Zimmermann lebt in Berlin.

## Würdigungen
- Medienpreis des RAI Senders Bozen im Rahmen des Lyrikpreises Meran 2010
- Alfred-Döblin-Stipendium 2011
- Stipendium des Künstlerhauses Edenkoben 2011
- Burgschreiber zu Beeskow 2014[1]

## Werke
- Das ungegenständliche Leben. Passagen, Wien 2006, ISBN 978-3-85165-774-6.
- Von hier nach hier. Hrsg. von Stefan Buchberger und Jürgen Lagger. Luftschaft, Wien 2007, ISBN 978-3-902373-26-7.
- Licht etc.. Gedichte. Leipziger Literaturverlag, Leipzig 2009, ISBN 978-3-86660-083-6.
- Das Transparente. Gedichte. Lyrik-Edition 2000, München 2013, ISBN 978-3-86906-618-9.
- Nichts geschieht. Roman. edition offenes feld, Dortmund 2016, ISBN 978-3-83911-525-1.
- Am hellen Rand. Gedichte. Lyrik-Edition 2000, München 2016, ISBN 978-3-86906-936-4.